# Béla Fleck

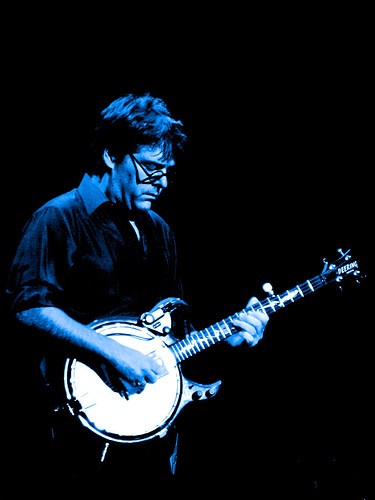
Béla Fleck

Béla Fleck (* 10. Juli 1958 in New York) ist ein US-amerikanischer Bluegrass- und Jazz-Musiker.

## Leben und Wirken
Béla Fleck begann schon in früher Kindheit, Folk-Gitarre zu spielen. Als er 15 Jahre alt war, bekam er von seinem Großvater ein Banjo geschenkt. Seitdem ist das Banjo sein Hauptinstrument. Fleck spielt mit Bands und Musikern verschiedener Sparten. Von 1981 bis 1989 war er Mitglied von New Grass Revival. Er ist der Bandleader der Flecktones (unter anderem mit Victor Wooten), arbeitete aber zusammen mit Edgar Meyer an einigen Veröffentlichungen auf Sony Classical.
Von 1995 bis 2025 gewann Fleck 18 Grammys in so unterschiedlichen Bereichen wie Country, Jazz, Pop, Weltmusik und Crossover-Klassik und wurde weitere 24 Mal nominiert.
Er spielte das treibende Banjo im offiziellen Song der Fußball-Europameisterschaft 2004 in Portugal: Força („Hau rein!“) von Nelly Furtado.

## Diskografie

### Solo
- Crossing the Tracks (Rounder Records, 1979)
- Natural Bridge (Rounder Records, 1982)
- Double Time (Rounder Records, 1984)
- Inroads (Rounder Records, 1986)
- Daybreak (Compilation, Rounder Records, 1987)
- Drive (Rounder Records, 1988)
- Places (Compilation, Rounder Records, 1988)
- Tales from the Acoustic Planet (Warner Brothers, 1995)
- Tales from the Acoustic Planet Vol 2, the Bluegrass Sessions (Warner Brothers, 1999)
- Perpetual Motion (Sony Classical, 2001)
- Tales from the Acoustic Planet, Vol. 3: Africa Sessions (Rounder Records, 2009)
- My Bluegrass Heart (Renew, 2021)
- Rhapsody in Blue(grass) (Bela Fleck, 2024)[2]

### Mit The Dreadful Snakes
- Snakes Alive! (Rounder Records, 1983)

### Mit New Grass Revival
- 1984 On the Boulevard (Sugar Hill, 1984)
- live (Sugar Hill, 1985)
- New Grass Revival (Capitol, 1986)
- Hold to a Dream (Capitol, 1987)
- Friday Night in America (Capitol, 1989)

### Mit den Flecktones
- Béla Fleck and the Flecktones (Warner Brothers, 1990)
- Flight of the Cosmic Hippo (Warner Brothers, 1991)
- UFO TOFU (Warner Brothers, 1992)
- Three Flew over the Cuckoo’s Nest (Warner Brothers, 1993)
- Live Art (Warner Brothers, 1996)
- Left of Cool (Warner Brothers, 1998)
- Greatest Hits of the 20th Century (Compilation, Warner Brothers, 1999)
- Outbound (Columbia Records, 2000)
- Live at the Quick (Columbia Records, 2002)
- Little Worlds (Columbia Records, 2003)
- Ten from Little Worlds (Selections from Little Worlds, Columbia Records, 2003)
- The Hidden Land (Columbia Records, 2006)
- Jingle All the Way (Rounder, 2008)
- Rocket Science (eOne, 2011)

### Kollaborationsalben
- Music for Two (mit Edgar Meyer, Sony Classical, 2004)
- Chick Corea & Béla Fleck: The Enchantment (Concord Records, 2007)
- Across the Imaginary Divide (mit The Marcus Roberts Trio, Rounder Records, 2012)
- Béla Fleck & Abigail Washburn (mit Abigail Washburn, Rounder Records, 2014)
- Chick Corea & Béla Fleck: Two (Stretch Records, 2016)
- Chick Corea & Béla Fleck: Remembrance (Thirty Tigers, 2024)[3]
- Béla Fleck, Edmar Castañeda, Antonio Sánchez: BeATrio (Béla Fleck Productions 2025)[4]